# Mykolajiv
 Ikke at forveksle med byen Mykolajiv i Lviv oblast.
Mykolajiv (ukrainsk: Миколаїв, tr. Mykolajiv, ukrainsk udtale: [mɪkoˈlɑjiu̯]  ( hør); russisk: Николаев, tr. Nikolajev) er en havneby i det sydlige Ukraine med 470.011 (2022) indbyggere.
Mykolajiv ligger i det frugtbare, kornproducerende steppeområde i det sydlige Ukraine. Den er placeret på en halvø ved floden Sydlige Buh, hvor denne løber sammen med floden Inhul, og ca. 65 km fra Sortehavet. Byen har længe haft en stærk tradition for skibsbygning og er det vigtigste center for skibsbygning ved Sortehavet og sandsynligvis i hele Østeuropa. Udover tre skibsværfter rummer den også en række forskningscentre med speciale i skibsbygning. Mykolajiv er det administrative center i Mykolajiv oblast og er områdets kulturelle centrum med universiteter og teatre.
Byen blev grundlagt af fyrst Grigorij Potemkin omkring et skibsværft i 1789. Den var hovedkvarter for den russiske Sortehavsflåde i mere end 100 år, indtil det i 1898 flyttede til Sevastopol på halvøen Krim. I 1800-tallet blev byen også centrum for skibsbygning ved Sortehavet, og i 1900-tallet var den et af de vigtigste centre for skibsbygning i Sovjetunionen.

## Navn
Byen er opkaldt efter de søfarendes skytshelgen Sankt Nikolaus. Dens navn er forskelligt på henholdsvis ukrainsk og russisk: det ukrainske navn er Миколаїв, der translitteres som Mykolajiv, det russiske navn er Николаев, der translitteres som Nikolajev. I daglig tale omtales byen på russisk ofte som Нико (tr. Niko).
Efter Lenins død i 1924, besluttede Nikolajevs byråd at omdøbe byen til Vernoleninsk (i betydningen Tro mod Lenin), men det nye navn blev ikke godkendt af Sovjetunionens regering. Ikke desto mindre blev byen kaldt Vernoleninsk på kortene over europæisk Sovjetunionen i tyske encyklopædiske ordbøger i 1927 og 1932.

## Historie

### Grundlæggelse
I den russisk-tyrkiske krig fra 1787 til 1792 erobrede Rusland den nordvestlige kyst af Sortehavet, som indtil da havde været under osmannisk overhøjhed. Allerede før Jassy-freden i 1792, der afsluttede krigen, grundlagde den russiske generalguvernør for guvernementet Novorossija, fyrst Grigorij Potemkin, i 1789 byen Nikolajev, først som et skibsværft kaldet "Det nye skibsværft ved Ingul floden". Potemkin underskrev ordren om at opføre værftet den 27. august 1789, der anses for at være byens fødselsdato. Værftet opgave var at foretage reparation af flådens skibe i Den russisk-tyrkiske krig (1787-1792). Senere navngav Potemkin værftet Nikolajev for at fejre datoen, hvor Otjakov blev indtaget af russiske tropper under hans kommando, den 6. december 1788, tæt på Sankt Nikolausdagen den 19. december i den Julianske kalender.

### Under Det Russiske Kejserrige
Herefter havde Det Russiske Kejserriges Sortehavsflådes sit hovedkvarter i Mykolajiv i mere end 100 år, indtil den kejserlige russiske flåde i 1898 flyttede det til byen Sevastopol, nær den sydlige spids af Krim-halvøen, hvor det stadig ligger.
De fleste virksomheder, der blev oprettet i byen, tilhørte det militærindustrielle kompleks, og derfor var Mykolajiv lukket land for udlændinge gennem mange årtier. Under Krimkrigen (1853-1856) var Mykolajiv den vigtigste baglandsbase til støtte for den russiske indsats i krigen.
Men byen voksede og udviklede sig også udenfor den militære sfære. Åbningen af en handelshavn i 1862 gav anledning til Mikolajevs udvikling til også at blive en stor handelsby. I slutningen af 1800-tallet rangerede Mykolajivs havn som Det Russiske Kejserriges tredjestørste i handel med fremmede lande (efter Sankt Petersborg og Odesa), og rigets største eksporthavn for det korn, der blev produceret i stepperegionerne i byens bagland. Mykolajiv var samtidig blevet et stort industricenter i det sydlige Ukraine. I 1897 blev den første sporvognslinje åbnet i Mykolajiv, og sporvognene er stadigt et vigtigt element i byens offentlige transport.
Mykolajiv var et vigtigt jødisk centrum i Det Russiske Kejserrige i det 19. århundrede, hvor de tsaristiske regeringer stort set forbød jøder at bo øst for Dnepr-floden. Mykolajiv ligger i området vest for Dnepr, hvor jøder lovligt fik lov til at opholde sig (i det såkaldte jødiske bosættelsesområde). Menachem Mendel Schneerson, der fra 1950 til 1994 var den syvende rebbe for det chasidiske Chabad-dynasti, blev født i Mykolajiv den 18. april 1902. Under oktoberpogromerne i det russiske kejserrige ødelagde pøbelen i 1905 store del af byens jødiske kvarter og myrdede ni jøder.

### Under Sovjetunionen
Som del af de Allieredes intervention i Den Russiske Borgerkrig ved slutningen af Første Verdenskrig, blev Mykolajiv i 1918 besat af udenlandske, primært franske, tropper. I 1920 etablerede Den Røde Hær sin magt over byen, der i 1922 formelt blev en del af Sovjetunionen som del af den Ukrainske SSR.

#### Anden Verdenskrig
Fra 1941 til 1944 var Mykolajiv besat af Rumænien under Ion Antonescus fascistiske regering i samarbejde med Nazi-tyskland. I løbet af september 1941 gennemførte SS'  specialenheder Einsatzgruppen en massakre på 35.782 af indbyggerne i og omkring Mykolajiv, næsten alle jøder, der ved starten af Anden Verdenskrig udgjorde omkring 15 til 20% af befolkningen. Fra april 1942 til november 1943 lå Krigsfangelejren Stalag 364 udenfor Mykolajiv.
Under kamphandlingerne ved tyskernes angreb på den Røde Hær og ved byens tilbageerobring fra tyskerne, led den omfattende skade, primært de to daværende skibsværfter. Umiddelbart efter at byen blev generobret af Den Røde Hær i foråret 1944, blev tyske, ungarske og rumænske krigsfanger og sovjetiske tvangsarbejdere brugt til at genopbygge byen, primært de to skibsværfter. Den store krigsfangelejr 126 med to afdelinger med op til 10.000 fanger af forskellig nationalitet lå i nærheden af de to skibsværfter og eksisterede indtil maj 1949.

#### Efterkrigstiden
I efterkrigstiden blev Mykolajiv et af centrene for skibsbygning i Sovjetunionen med hele tre skibsværfter: Sortehavet, 61 Kommunara og Okean.

### Som del af det selvstændige Ukraine
Ved Sovjetunionens opløsning i 1991 blev Mykolajiv en del af den uafhængige stat Ukraine. Ved folkeafstemningen om Ukraines uafhængighed den 1. december 1991 stemte 89,45% af vælgerne i Mykolajiv oblast for Ukraines uafhængighed (med en stemmeprocent på 84,1%).

#### Den russisk-ukrainske krig
|  | Dette afsnit beskriver en aktuel begivenhed Informationerne kan blive ændret hurtigt, som begivenheden skrider frem. |

Under Ruslands invasion af Ukraine i 2022 angreb russiske militærstyrker Mykolajiv i februar og marts og indledte en belejring af byen, der blev set som trædesten på vejen mod Odesa. De ukrainske styrker slog dog de russiske styrker tilbage fra byen i marts, selvom russisk artilleri fortsatte med at beskyde den. Alene et angreb på en administrationsbygning i slutningen af marts dræbte 36 mennesker. Indtil begyndelsen af august 2022 var 132 civile blevet dræbt og 619 såret i byen. Drikkevand skulle hver dag transporteres til byen, da der kom saltvand ud af hanerne.

## Geografi
Mykolajiv ligger i et primært fladt terræn i det frugtbare, kornproducerende steppeområde i det sydlige Ukraine. Byen ligger i Sortehavslavlandet, der som en del af den større Østeuropæiske Slette gradvist skråner ned mod Sortehavet og det Azovske Hav. De nærmeste bjerge ligger ca. 300 km mod syd på den sydlige del af Krim-halvøen, og manglen på bjergbarrierer nord for byen betyder, at kolde arktiske vinde om vinteren kan blæse sydpå til Mykolaiv uhindret af terrænforhindringer. Mykolajiv ligger mellem havnebyen Odessa, der ligger 100 kilometer mod vest, og havnebyen Kherson, der ligger 60 kilometer mod sydøst, og ca. 400 kilometer syd for Ukraines hovedstad, Kyiv.
Byen ligger på en halvø ved floden Sydlige Buh, hvor denne løber sammen med floden Inhul, og ca. 65 km fra hvor denne udmunder i Sortehavet via Dnepr-Buh flodmundingen. De to floder har et stærkt bugtet forløb inden deres sammenløb, og de omslutter tilsammen i store buer Mykolajivs bycentrum, der ligger på et 20 meter højt plateau. Buh er sejlbar 160 km fra udmundingen i Sortehavet forbi Mykolajiv til havnen i Voznesensk. Først nogen tid efter afslutningen af Anden Verdenskrig blev pontonbroerne over Buh og Inhul erstattet med drejebroer, der gjorde det muligt for oceangående skibe og større krigsskibe at passere, og i Mykolajiv findes i dag den sydligste bro, der krydser floden inden dens udmunding i Sortehavet, Varvarivskij-broen, der er en svingbro med Europas største spændvidde på 134 m.

## Administration
Mykolaiv er hovedby i Mykolajiv oblast, en af Ukraines 24 oblaster (regioner). Den er også administrativt centrum i Mykolajiv rajon (distrikt), som blev udvidet ved den administrative reform i Ukraine i 2020. I 2020 blev selve byens administration også samlet i den nye Mykolajiv by-hromada (bykommune) (ukrainsk: Миколаївська міська громада, tr. Mykolajivska miska hromada). Byens nuværende borgmester er Oleksandr Sjenkevytj.

### Administrativ inddeling
Mykolajiv by er inddelt i fire distrikter:
- Tsentralnyj (dansk: ~ Det centrale distrikt) er beliggende i den nordvestlige del af byen. Det omfatter det historiske centrum af Mykolaiv, Misil-kanalen, Salt-området, det nordlige Ternivka (Syevyernyy), i Ternivka er der også et lokalråd, Matveevka og Varvarivka.
- Zavodskyj (dansk: ~ Fabriks distriktet) er beliggende i den vestlige del af byen. I distriktet er mange industrivirksomheder koncentreret. Det omfatter også boligkvartererne Lescaut og Alluviation, samt landsbyerne Velykaya Koreniha og Malaya Koreniha.
- Іnhulskyj (dansk: ~ Inhul distriktet) er beliggende i den østlige del af Mykolaiv. Blandt andet indeholder distriktet bydelene: "Nye Havebrug", "YUTZ", "Ny Vanding", "Gammel Vanding". Distriktet har en zoologisk have, bus- og jernbanestationer.
- Korabelnyj (dansk: ~ Skibs distriktet) er beliggende i den sydlige del af byen. Distriktet omfatter bydelene Широка Балка (tr. Shyroka Balka, dansk: ~ Bred stråle), Жовтневе (tr. Zhovtnevoe, dansk: ~ Oktober), Балабанівка (tr. Balabanovka) og Кульбакине (tr. Kulbakino).

## Demografi

### Befolkningsudvikling
| 1897   | 1923   | 1926    | 1939    | 1959    | 1970    | 1979    | 1989    | 2001    | 2005    | 2012    | 2020    |
| ------ | ------ | ------- | ------- | ------- | ------- | ------- | ------- | ------- | ------- | ------- | ------- |
| 92.012 | 82.264 | 101.182 | 168.676 | 226.207 | 331.037 | 439.915 | 502.776 | 514.136 | 509.011 | 497.032 | 480.080 |

## Transport og infrastruktur
Byen betjenes af et netværk af offentlig transport. Sporvognsnettet, der kom i drift i 1897, har fem linjer. Trolleybusnetværket har 4 linjer, og stammer fra 1967. 
Byen har jernbaneforbindelse mod nord og nordøst.
På hver side af byen er der en lufthavn: den civile Mykolajiv International Airport mod nord og den militære Kulbakino Luftbase mod syd.

## Økonomi og erhverv
Mykolajiv er et industrielt center med landbrugs- og byggeindustri, let- og fødevareindustri og et atomkraftværk i nærheden af byen.
Byen er det største skibsbygningscenter i Ukraine, tidligere det største i hele Sovjetunionen, med tre store skibsværfter hvoraf det ene er i stand til at bygge store flådefartøjer. Andre vigtige industrier er maskinindustri, elkraftteknik, metallurgi og kosmetik. Der ud over har Mykolaiv en vigtig flodhavn, en flådebase ved Ingul og et marineakademi. Både havn og flådebase holdes isfrie med isbrydere om vinteren.

## Uddannelse og kultur
Byen er det kulturelle center i Mykolajiv oblast med universiteter, teatre og museer.

## Mykolaivs venskabsbyer
Mykolajiv har eller har haft venskabsforbindelser.
| - Pleven, Bulgarien - Batumi, Georgien - Bordzjomi, Georgien - Kutaisi, Georgien | - Tinos ø, Grækenland - Braslavskij rajon, Hviderusland - Mahiljoŭ, Hviderusland - Trieste, Italien | - Dezhou, Kina - Moskva, Rusland - Tiraspol, Transnistrien - Bursa, Tyrkiet - , Aalborg |

## Berømte personer fra byen
- Georgy Brusilov, der ledte en arktisk maritim ekspedition og forliste med skibet Sankt Anna, blev født i Mykolajiv i 1884.
- Menachem Mendel Schneerson, en kendt chasidisk rabbiner, blev født i Mykolajiv i 1902.
- Konstantin Umanskij, sovjetisk diplomat, redaktør, journalist og kunstner.

## Galleri
- Orlogsmuseet i Mykolajiv
- Admiralitetets bygning i Mykolajiv
- Teater i Mykolajiv
- Byggehøjskolen i Mykolajiv